# Stazione di Calvisano
La stazione di Calvisano è una fermata ferroviaria posta lungo la linea Brescia-Parma, a servizio dell'omonimo comune.

## Storia

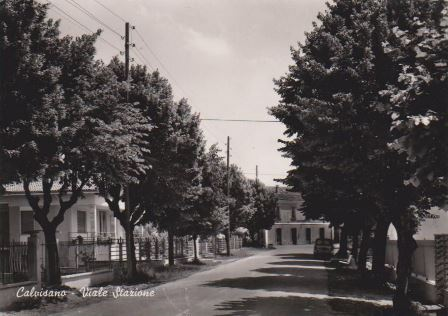
La stazione in una cartolina d'epoca

La stazione di Calvisano fu attivata il 1º agosto 1893 contemporaneamente alla tratta Piadena-San Zeno, che completava la linea Parma-Brescia-Iseo. Nella fase di elaborazione del tracciato, negli anni Ottanta dell'Ottocento, la ferrovia non avrebbe dovuto transitare presso Calvisano: fu l'intervento del sindaco Filippo Mazzuchelli presso il deputato Giuseppe Zanardelli, leader della Sinistra storica bresciana, a modificare il percorso e far sì che il paese avesse una stazione ferroviaria.
L'impianto fu affidato alla Rete Adriatica con esercizio svolto a cura della Società Meridionale, che svolse tale funzione fino al 1905, anno in cui la stazione passò alle neocostituite Ferrovie dello Stato (FS).
Nel primo dopoguerra risultava dotata di due binari di raddoppio, entrambi con capacità di sessantaquattro carri.
A fine anni Novanta, la stazione fu privata dei binari di raddoppio e di quelli a servizio dello scalo merci; divenne una fermata.
Nel 2000, a seguito del decreto ministeriale del Ministero dei trasporti 31 ottobre 2000, n. 138, l'impianto passò in gestione a Rete Ferroviaria Italiana (RFI). Sotto tale gestione l'intera linea fu dotata del sistema d'esercizio con Dirigente Centrale Operativo.
Il fabbricato viaggiatori, ceduto in uso a un'associazione privata, fu ristrutturato nel 2009.

## Strutture e impianti

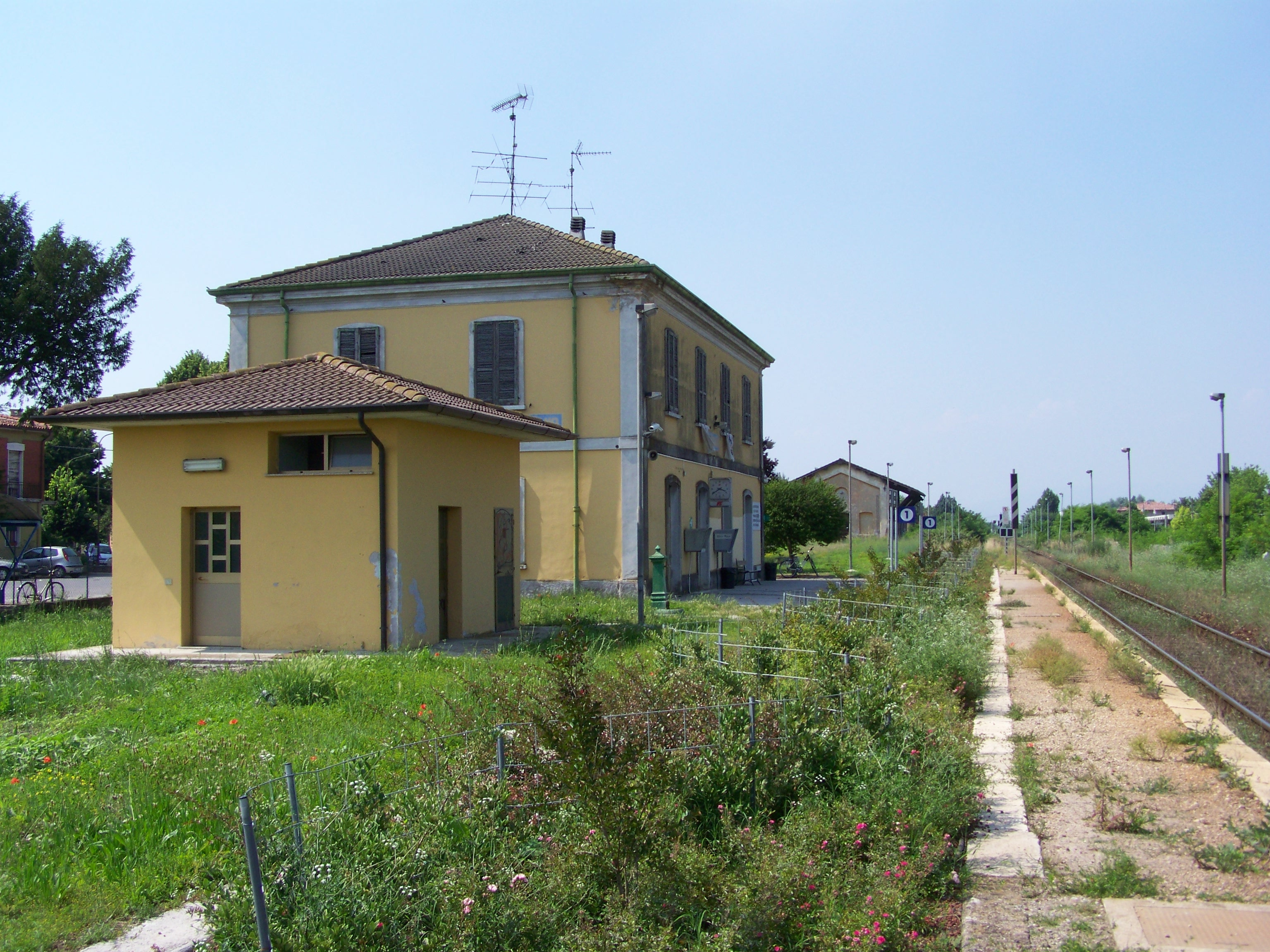
La stazione di Calvisano nel 2008

Il fabbricato viaggiatori si presenta come una struttura in muratura a due livelli e a pianta rettangolare simile a quella di Remedello Sopra.
Il piazzale è dotato dell'unico binario di corsa della linea ferroviaria, servito da un'unica banchina.
In direzione di Viadana era presente uno scalo merci con magazzino e piano caricatore. Privato dei binari di raccordo, al 2024 risulta completamente dismesso.

## Movimento
La fermata è servita dai treni regionali della relazione Brescia-Parma, eserciti da Trenord nell'ambito del contratto di servizio stipulato con la Regione Lombardia con cadenzamento orario.